# 韋氏南海龍
韋氏南海龍（学名：Nannocampus weberi），為輻鰭魚綱棘背魚目海龍魚科的其中一種，分布於中西太平洋區的印尼巴里島海域，棲息深度3-8公尺，體長可達5.8公分，卵胎生。